# Steinschmätzer (Gattung)
Die Steinschmätzer (Oenanthe) sind eine Gattung der Singvögel aus der Unterfamilie der Schmätzer (Saxicolinae) innerhalb der Familie der Fliegenschnäpper (Muscicapidae), deren Vertreter in Eurasien, Afrika und im nördlichen Nordamerika verbreitet sind.

## Etymologie
Der wissenschaftliche Gattungsname leitet sich vom Artepitheton der Typusart, des „echten“ Steinschmätzers (O. oenanthe) ab, der ursprünglich von Carl von Linné der Gattung der Stelzen (Motacilla) zugeordnet wurde. Dieses bezieht sich wiederum auf die griechische Bezeichnung eines von Aristoteles in der Antike beschriebenen Vogels, der von neuzeitlichen Wissenschaftlern als Steinschmätzer bestimmt wurde. Die Bezeichnung leitet sich von gr. oinē und anthos, was „Rebe“ bzw. „Kletterpflanze“ und „Blüte“ bedeutet.

## Beschreibung

### Aussehen
Es handelt sich bei Steinschmätzern um kleine bis mittelgroße, kräftig gebaute Schmätzer mit meist sandfarbener, grauer oder schwarzer Gefiederfärbung und einem charakteristischen, schwarz-weißen, manchmal rötlichen Schwanzmuster in Form eines umgedrehten, schwarzen „T“. Sie haben dünne und spitze Schnäbel, lange und zugespitzte Flügel sowie schlanke und meist recht lange Beine. Bei einigen Arten besteht ein deutlicher Sexualdimorphismus, bei anderen sehen beide Geschlechter gleich aus. Die Jungvögel vieler, aber nicht aller Arten sind gepunktet bzw. gefleckt.

### Stimme
Der weit entwickelte Gesang besteht aus kräftigen, flötenähnlich pfeifenden aufsteigenden und absteigenden Sequenzen, trockenen Trillern und hartem Rattern, außerdem sind manchmal Imitationen anderer Arten eingeflochten.

## Verbreitung und Lebensraum
Steinschmätzer kommen hauptsächlich in der Alten Welt vor, also in Eurasien und Afrika, wobei besonders viele Arten auf letzterem Kontinent beheimatet sind. Den „echten“ Steinschmätzer, dessen Verbreitungsgebiet das ausgedehnteste aller Steinschmätzer darstellt, findet man außerdem im Nordwesten und Nordosten Nordamerikas. Als Lebensräume dieser vorwiegend bodenbewohnenden Vögel dienen verschiedenste Offenlandhabitate wie Wüsten, deren Ränder, Hänge, Moore, Täler, Küstenebenen und – im Falle des „echten“ Steinschmätzers – auch die subarktische Tundra.

## Gefährdungssituation
Von den 30 in der Roten Liste der IUCN bewerteten Arten werden 29 als nicht gefährdet (Least Concern) eingestuft, bei der letzten Art, dem Dunkelsteinschmätzer (O. dubia), liegen nicht genug Daten für eine Einschätzung vor (Data Deficient). Die Bestandszahlen sind bei 25 Arten stabil, bei vier Arten sinken die Bestände, bei keiner Art steigen sie und bei einer weiteren Art, ebenfalls dem Dunkelsteinschmätzer, ist über den Populationstrend nichts bekannt.

## Systematik und Arten

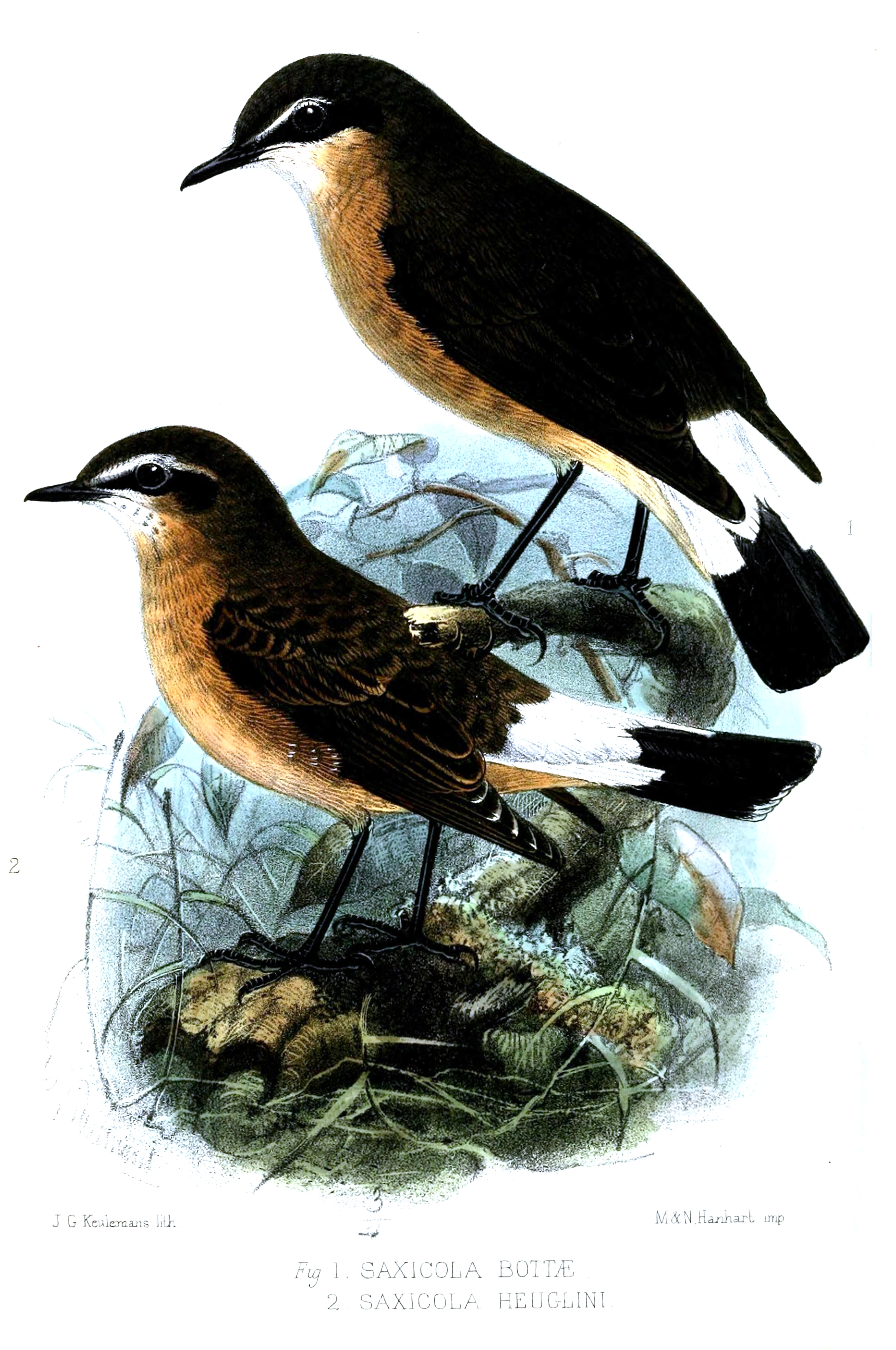
Ockerbrust-Steinschmätzer (Oenanthe bottae) und Heuglinsteinschmätzer (Oenanthe heuglini)

Die innere Systematik der Steinschmätzer hat seit den 2000er Jahren zahlreiche, teils kontroverse Änderungen erlebt. So wuchs die Zahl der anerkannten Arten durch Erhebung von Unterarten in den Artstatus und durch Transfer von Arten, die ursprünglich anderen Gattungen wie beispielsweise Cercomela zugeordnet wurden, in diese Gattung von etwa 20 auf heute 32 an. In der folgenden Auflistung der derzeit anerkannten Arten folgen die deutschen und wissenschaftliche Artnamen der Artenliste Die Vögel der Erde in der 3. Auflage von 2022.
- Steinschmätzer (Oenanthe oenanthe)
- Atlassteinschmätzer (Oenanthe seebohmi)
- Erdsteinschmätzer (Oenanthe pileata)
- Ockerbrust-Steinschmätzer (Oenanthe bottae)
- Heuglinsteinschmätzer (Oenanthe heuglinii)
- Isabellsteinschmätzer (Oenanthe isabellina)
- Kappensteinschmätzer (Oenanthe monacha)
- Wüstensteinschmätzer (Oenanthe deserti)
- Maurensteinschmätzer (Oenanthe hispanica)
- Balkansteinschmätzer (Oenanthe melanoleuca)
- Zypernsteinschmätzer (Oenanthe cypriaca)
- Nonnensteinschmätzer (Oenanthe pleschanka)
- Weißstirn-Steinschmätzer (Oenanthe albifrons)
- Somalisteinschmätzer (Oenanthe phillipsi)
- Fahlbürzel-Steinschmätzer (Oenanthe moesta)
- Schwarzschwanz-Steinschmätzer (Oenanthe melanura)
- Rostschwanz-Steinschmätzer (Oenanthe familiaris)
- Braunschwanz-Steinschmätzer (Oenanthe scotocerca)
- Dunkelsteinschmätzer (Oenanthe dubia)
- Braunsteinschmätzer (Oenanthe fusca)
- Elstersteinschmätzer (Oenanthe picata)
- Trauersteinschmätzer (Oenanthe leucura)
- Abessiniensteinschmätzer (Oenanthe lugubris)
- Saharasteinschmätzer (Oenanthe leucopyga)
- Schwarzkopf-Steinschmätzer (Oenanthe alboniger)
- Felsensteinschmätzer (Oenanthe finschii)
- Maghrebsteinschmätzer (Oenanthe halophila)
- Schwarzrücken-Steinschmätzer (Oenanthe lugens)
- Basaltsteinschmätzer (Oenanthe warriae)
- Arabiensteinschmätzer (Oenanthe lugentoides)
- Rostbürzel-Steinschmätzer (Oenanthe xanthoprymna)
- Kaukasussteinschmätzer (Oenanthe chrysopygia)